# Sự nghiệp diễn xuất của Jake Gyllenhaal

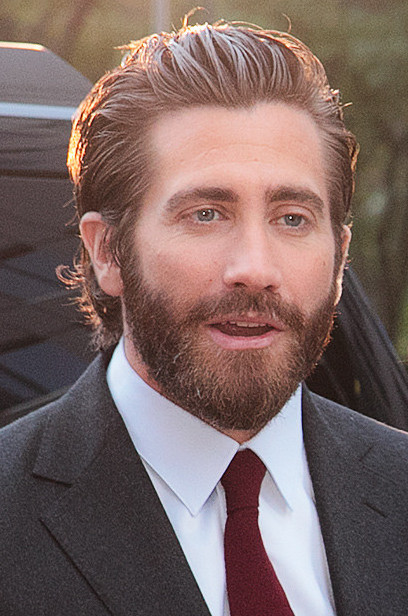
Gyllenhaal tại Liên hoan phim quốc tế Toronto 2015

Jake Gyllenhaal là một nam diễn viên người Mỹ đã xuất hiện trong tổng cộng 39 phim điện ảnh, 6 chương trình truyền hình, 1 đoạn quảng cáo và 4 video âm nhạc. Anh xuất hiện lần đầu trong bộ phim điện ảnh hài-chính kịch City Slickers năm 1991 với một vai diễn nhỏ. Đến năm 1993, Gyllenhaal xuất hiện trong A Dangerous Woman, một phim điện ảnh chuyển thể từ cuốn tiểu thuyết cùng tên của Mary McGarry Morris do cha đẻ anh, Stephen Gyllenhaal, làm đạo diễn và mẹ anh, Naomi Foner đồng biên kịch. Năm tiếp theo, anh hóa thân thành con trai của cây hài Robin Williams trong một tập của loạt phim truyền hình hình sự Homicide: Life on the Street, cũng do cha anh đạo diễn. Năm 1999, Gyllenhall tham gia vào October Sky, một tác phẩm của đạo diễn Joe Johnston; phim đã nhận được nhiều ý kiến tích cực từ giới phê bình, và vai diễn kỹ sư NASA Homer Hickam của Gyllenhaal cũng nhận được nhiều lời khen ngợi.
Năm 2001, Gyllenhaal xuất hiện trong tác phẩm hài Bubble Boy, tuy vậy, bộ phim là một thất bại cả về mặt chuyên môn lẫn doanh thu phòng vé. Cuối năm đó, anh xuất hiện cùng với em gái ruột Maggie và nữ diễn viên Drew Barrymore trong tác phẩm chính kịch Donnie Darko của đạo diễn Richard Kelly. Vai diễn nhân vật chính Donnie Darko, một thiếu niên mắc chứng tâm thần phân liệt, đã giúp anh trở thành một người hùng màn ảnh. Dù được các nhà phê bình đánh giá cao, song tác phẩm vẫn thất bại về mặt thương mại. Gyllenhaal sau đó tham gia diễn xuất trong bộ phim thảm họa Ngày kinh hoàng năm 2004; dù phim nhận nhiều ý kiến trái chiều từ giới chuyên môn nhưng lại là một thành công lớn về mặt doanh thu. Năm 2005, anh đảm nhiệm vai diễn Jack Twist trong bộ phim tình cảm chính kịch Chuyện tình sau núi. Gyllenhaal và Heath Ledger vào vai hai người đàn ông yêu nhau khi họ nhận công việc chăn cừu ở Wyoming, và hai vai diễn này đã giúp hai diễn viên nhận được nhiều lời khen ngợi từ các nhà chuyên môn và đồng thời tác phẩm cũng nhận được nhiều đề cử Giải Oscar. Cũng trong năm đó Gyllenhaal tham gia diễn xuất trong hai bộ phim Jarhead và Proof.
Gyllenhaal nhập vai nhà văn Robert Graysmith trong tác phẩm bí ẩn Zodiac (2007). Dưới sự đạo diễn của David Fincher, phim đào sâu vào câu chuyện của tên giết người hàng loạt Zodiac, kẻ đã gieo rắc nỗi kinh hoàng cho khu vực vịnh San Francisco vào cuối thập niên 1960–đầu thập niên 1970. Năm 2010, anh vào vai Hoàng tử Dastan trong bộ phim phiêu lưu kỳ ảo Hoàng tử Ba Tư: Dòng cát thời gian; tác phẩm tuy nhận được nhiều ý kiến trái chiều từ các nhà phê bình nhưng lại là một thành công lớn về mặt thương mại. Cũng trong năm đó, Gyllenhaal cùng với Anne Hathaway tham gia bộ phim hài lãng mạn Tình yêu & tình dược. Sau đó, anh vào vai nhân vật Colter Stevens, đội trưởng Không quân Hoa Kỳ trong tác phẩm khoa học giả tưởng du hành thời gian Mật mã gốc (2011) của đạo diễn Duncan Jones; phim đã nhận về nhiều lời khen ngợi từ các nhà phê bình. Năm 2013, Gyllenhaal tham gia tác phẩm điện ảnh chính kịch Lần theo dấu vết cùng với nam diễn viên Hugh Jackman; đây là một thành công cả về mặt chuyên môn lẫn thương mại. Năm tiếp đó, anh xuất hiện trong bộ phim kịch tính Enemy của đạo diễn Denis Villeneuve. Sau đó, anh đảm nhiệm vai trò sản xuất cũng như đóng vai chính trong Kẻ săn tin đen (2014). Vào năm 2019, Gyllenhaal thủ vai nhân vật Mysterio trong Người Nhện xa nhà, một tác phẩm thuộc Vũ trụ Điện ảnh Marvel. Cũng trong năm đó, anh xuất hiện trong bộ phim hài John Mulaney và những đứa trẻ mang đồ ăn từ nhà của Netflix với vai Mr. Music, đồng thời cũng thể hiện bài hát "Music Everywhere" trong tác phẩm này. Đạo diễn John Mulaney hề không biết gì về Jake Gyllenhaal nhưng ông lại cho rằng nam diễn viên rất phù hợp với vai diễn bởi vì "anh ta là một kẻ nổi loạn"; Gyllenhaal sau đó đã đọc kịch bản và nói rằng anh muốn tham gia bộ phim.

## Phim điện ảnh
| Biểu thị những bộ phim chưa được phát hành | Biểu thị những bộ phim chưa được phát hành |

| Năm  | Tựa đề                                | Vai trò   | Vai trò  | Vai trò                          | Ghi chú                  | Nguồn                     |
| Năm  | Tựa đề                                | Diễn viên | Sản xuất | Vai diễn                         | Ghi chú                  | Nguồn                     |
| ---- | ------------------------------------- | --------- | -------- | -------------------------------- | ------------------------ | ------------------------- |
| 1991 | City Slickers                         | Có        | Không    | Daniel Robbins                   |                          | [ 20 ] [ 21 ]             |
| 1993 | A Dangerous Woman                     | Có        | Không    | Edward                           |                          | [ 22 ]                    |
| 1993 | Josh and S.A.M.                       | Có        | Không    | Leon Coleman                     |                          | [ 23 ]                    |
| 1998 | Homegrown                             | Có        | Không    | Jake / Blue Kahan                |                          | [ 24 ] [ 25 ]             |
| 1999 | October Sky                           | Có        | Không    | Homer Hickam                     |                          | [ 24 ] [ 26 ]             |
| 2001 | Donnie Darko                          | Có        | Không    | Donnie Darko                     |                          | [ 5 ] [ 27 ]              |
| 2001 | Bubble Boy                            | Có        | Không    | Jimmy Livingston                 |                          | [ 3 ] [ 9 ] [ 28 ] [ 29 ] |
| 2001 | Lovely and Amazing                    | Có        | Không    | Jordan                           |                          | [ 28 ] [ 30 ] [ 31 ]      |
| 2002 | The Good Girl                         | Có        | Không    | Thomas "Holden" Worther          |                          | [ 32 ] [ 33 ]             |
| 2002 | Highway                               | Có        | Không    | Pilot Kelson                     |                          | [ 9 ]                     |
| 2002 | Moonlight Mile                        | Có        | Không    | Joe Nast                         |                          | [ 34 ] [ 35 ]             |
| 2004 | Ngày kinh hoàng                       | Có        | Không    | Sam Hall                         |                          | [ 7 ] [ 36 ]              |
| 2004 | Jiminy Glick in Lalawood              | Có        | Không    | Chính anh                        | Khách mời                | [ 37 ]                    |
| 2005 | The Man Who Walked Between the Towers | Có        | Không    | Người dẫn chuyện                 | Lồng tiếng Phim tài liệu | [ 38 ]                    |
| 2005 | Chuyện tình sau núi                   | Có        | Không    | Jack Twist                       |                          | [ 39 ] [ 40 ]             |
| 2005 | Proof                                 | Có        | Không    | Harold "Hal" Dobbs               |                          | [ 41 ] [ 42 ]             |
| 2005 | Jarhead                               | Có        | Không    | Anthony "Swoff" Swofford         |                          | [ 43 ] [ 44 ]             |
| 2007 | Zodiac                                | Có        | Không    | Robert Graysmith                 |                          | [ 45 ] [ 46 ]             |
| 2007 | Rendition                             | Có        | Không    | Douglas Freeman                  |                          | [ 47 ] [ 48 ] [ 49 ]      |
| 2009 | Brothers                              | Có        | Không    | Tommy Cahill                     |                          | [ 50 ] [ 51 ]             |
| 2010 | Hoàng tử Ba Tư: Dòng cát thời gian    | Có        | Không    | Dastan                           |                          | [ 11 ] [ 52 ]             |
| 2010 | Tình yêu & tình dược                  | Có        | Không    | Jamie Randall                    |                          | [ 53 ] [ 54 ]             |
| 2011 | Mật mã gốc                            | Có        | Không    | Colter Stevens                   |                          | [ 12 ] [ 55 ]             |
| 2012 | End of Watch                          | Có        | Có       | Brian Taylor                     | Giám đốc sản xuất        | [ 56 ] [ 57 ]             |
| 2013 | Lần theo dấu vết                      | Có        | Không    | Thám tử Loki                     |                          | [ 14 ] [ 16 ]             |
| 2013 | Enemy                                 | Có        | Không    | Adam Bell / Anthony Clair        |                          | [ 17 ]                    |
| 2014 | Kẻ săn tin đen                        | Có        | Có       | Louis "Lou" Bloom                |                          | [ 58 ] [ 59 ]             |
| 2015 | Accidental Love                       | Có        | Không    | Howard Birdwell                  |                          | [ 60 ]                    |
| 2015 | Southpaw                              | Có        | Không    | Billy Hope                       |                          | [ 61 ]                    |
| 2015 | Everest                               | Có        | Không    | Scott Fischer                    |                          | [ 62 ] [ 63 ]             |
| 2015 | Demolition                            | Có        | Không    | Davis Mitchell                   |                          | [ 64 ] [ 65 ]             |
| 2016 | Nocturnal Animals                     | Có        | Không    | Edward Sheffield / Tony Hastings |                          | [ 66 ] [ 67 ]             |
| 2017 | Mầm sống hiểm họa                     | Có        | Không    | Tiến sĩ David Jordan             |                          | [ 68 ]                    |
| 2017 | Siêu lợn Okja                         | Có        | Không    | Tiến sĩ Johnny Wilcox            |                          | [ 69 ]                    |
| 2017 | Stronger                              | Có        | Có       | Jeff Bauman                      |                          | [ 70 ]                    |
| 2018 | Wildlife                              | Có        | Có       | Jerry Brinson                    |                          | [ 71 ]                    |
| 2018 | The Sisters Brothers                  | Có        | Không    | John Morris                      |                          | [ 72 ]                    |
| 2019 | Bức họa ma quái                       | Có        | Không    | John Morris                      |                          | [ 73 ]                    |
| 2019 | Người Nhện xa nhà                     | Có        | Không    | Morf Vandewalt                   |                          | [ 74 ]                    |
| 2020 | Tàn tích quỷ ám                       | Không     | Có       | Quentin Beck / Mysterio          |                          | [ 75 ]                    |
| 2020 | Vùng đất bị ruồng bỏ                  | Không     | Có       | —                                |                          | [ 76 ]                    |
| 2020 | Joe Bell                              | Không     | Có       | —                                | Giám đốc sản xuất        | [ 77 ]                    |
| 2021 | Breaking News in Yuba County          | Không     | Có       | —                                |                          | [ 78 ]                    |
| 2021 | Spirit: Chú ngựa bất kham             | Có        | Không    | James "Jim" Prescott             | Lồng tiếng               | [ 79 ]                    |
| 2021 | The Guilty                            | Có        | Có       | Joe Baylor                       |                          | [ 80 ]                    |
| 2022 | Xe cấp cứu                            | Có        | Không    | Danny Sharp                      |                          | [ 81 ]                    |
| 2022 | Thế giới lạ lùng                      | Có        | Không    | Searcher Clade                   | Lồng tiếng               | [ 82 ]                    |
| 2023 | Khế ước                               | Có        | Không    | John Kinley                      |                          | [ 83 ]                    |
| 2024 | Road House                            | Có        | Không    | Elwood Dalton                    |                          | [ 84 ]                    |
| 2025 | In the Grey                           | Có        | Không    |                                  | Hậu kỳ                   | [ 85 ]                    |
| 2025 | The Bride!                            | Có        | Không    |                                  | Ghi hình                 | [ 86 ]                    |

| Phim chưa ra mắt | Biểu thị những bộ phim chưa được ra mắt |

## Phim truyền hình
| Tên                                             | Năm  | Vai                     | Đạo diễn           | Ghi chú                                   | Nguồn         |
| ----------------------------------------------- | ---- | ----------------------- | ------------------ | ----------------------------------------- | ------------- |
| Homicide: Life on the Street                    | 1994 | Matthew "Matt" Ellison  | Stephen Gyllenhaal | Tập: "Bop Gun"                            | [ 87 ]        |
| Saturday Night Live                             | 2007 | Chính anh               | —                  | Tập: "Jake Gyllenhaal/The Shins"          | [ 88 ]        |
| Saturday Night Live: The Best of Amy Poehler    | 2009 | Chính anh               | —                  | Tập: "Man vs. Wild with Jake Gyllenhaal"" | [ 89 ] [ 90 ] |
| Shalom Sesame                                   | 2011 | —                       | —                  | Tập: "It's Passover, Grover!"             | [ 91 ]        |
| Man vs. Wild                                    | 2011 | Chính anh               | —                  | Tập: "Man vs. Wild with Jake Gyllenhaal"  | [ 92 ]        |
| Inside Amy Schumer                              | 2016 | Chính anh               | Ryan McFaul        | Tập: "Fame"                               | [ 93 ]        |
| John Mulaney và những đứa trẻ mang đồ ăn từ nhà | 2019 | Mr. Music               | Rhys Thomas        | Tập đặc biệt                              | [ 94 ]        |
| Saturday Night Live                             | 2020 | Anh chàng mặc bộ đồ ngủ | Don Roy King       | Tập: "John Mulaney/David Byrne"           | [ 95 ]        |

## Sân khấu
| Tên                                | Năm       | Vai              | Địa điểm                             | Nguồn   |
| ---------------------------------- | --------- | ---------------- | ------------------------------------ | ------- |
| This is Our Youth                  | 2002      | Warren           | Nhà hát Garrick                      | [ 96 ]  |
| If There Is I Haven't Found It Yet | 2012      | Terry            | Nhà hát Laura Pels                   | [ 97 ]  |
| Constellations                     | 2014–2015 | Roland           | Nhà hát Samuel J. Friedman           | [ 98 ]  |
| Little Shop of Horrors             | 2015      | Seymour Krelborn | Nhà hát Trung tâm Thành phố New York | [ 99 ]  |
| Sunday in the Park with George     | 2016      | Georges/George   | Nhà hát Trung tâm Thành phố New York | [ 100 ] |
| Sunday in the Park with George     | 2017      | Georges/George   | Nhà hát Hudson                       | [ 100 ] |
| Sea Wall/A Life                    | 2019      | Abe              | Nhà hát Công cộng                    | [ 101 ] |
| Sea Wall/A Life                    | 2019      | Abe              | Nhà hát Hudson                       |         |
| Sunday in the Park with George     | 2021      | Georges/George   | Nhà hát Savoy                        |         |

## Quảng cáo
| Tổ chức       | Năm  | Đạo diễn | Vai                     | Nguồn   |
| ------------- | ---- | -------- | ----------------------- | ------- |
| Rock the Vote | 2004 | —        | Nhà hoạt động chính trị | [ 102 ] |

## Video âm nhạc
| Tên                    | Năm  | Nghệ sĩ          | Đạo diễn         | Album                  | Vai                   | Nguồn           |
| ---------------------- | ---- | ---------------- | ---------------- | ---------------------- | --------------------- | --------------- |
| "Blame It"             | 2009 | Jamie Foxx       | Hype Williams    | Intuition              | Thành viên câu lạc bộ | [ 103 ]         |
| "Giving Up the Gun"    | 2010 | Vampire Weekend  | The Malloys      | Contra                 | Vận động viên tennis  | [ 104 ] [ 105 ] |
| "Time to Dance"        | 2012 | The Shoes        | Daniel Wolfe     | Time to Dance – EP     | Jason Voorhees        | [ 106 ] [ 107 ] |
| "Part II (On the Run)" | 2014 | Jay-Z và Beyoncé | Melina Matsoukas | Magna Carta Holy Grail | Chính anh             | [ 108 ]         |